# The Difference Machine
The Difference Machine è il quinto album in studio del gruppo rock inglese Big Big Train, pubblicato nel 2007.

## Tracce
1. Hope This Finds You (Spawton) - 3:12
2. Perfect Cosmic Storm (Spawton) - 14:40
3. Breathing Space (Spawton) - 1:47
4. Pick Up if You're There (Spawton, Poole, Filkins) - 13:39
5. From the Wide Open Sea (Spawton, Poole) - 1:20
6. Hope You Made It (Spawton) - 3:46 (Bonus track)
7. Salt Water Falling on Uneven Ground (Spawton, Poole, Filkins) - 12:38
8. Summer's Lease (Spawton, Poole) - 7:34

## Formazione

### Gruppo
- Gregory Spawton - chitarre, voce, tastiere
- Andy Poole - basso, tastiere
- Sean Filkins - voce
- Steve Hughes - batteria, percussione

### Ospiti
- Becca King - viola
- Tony Wright - sassofoni, flauto
- Nick D'Virgilio - batteria, voce
- Dave Meros - basso
- Pete Trewavas - basso